# Bianca Guidetti Serra
Bianca Guidetti Serra (Torino, 19 agosto 1919 – Torino, 24 giugno 2014) è stata una partigiana, avvocata e politica italiana.

## Biografia

### Primi anni e formazione
Figlia di un avvocato civilista e di una sarta, rimase orfana di padre appena diciottenne, nel 1938. Il secondo cognome, Serra, venne acquisito dal bisnonno di Bianca quando un suo conoscente lasciò in eredità alla famiglia Guidetti il suo podere e, come da tradizione, anche il cognome.
La madre, Clotilde Torretta, trasmise a Bianca e a sua sorella minore Carla i valori dell’autonomia e della dedizione allo studio. Il padre, Carlo Guidetti Serra, avvocato, appassionato lettore, introdusse la figlia ai valori fondamentali dell’avvocatura e alla passione letteraria: la giovane Bianca legge voracemente e il libro che più l’affascina è La mia vita di Lèv Trockij, regalo di un cliente a suo padre, di cui Bianca apprezza il lato avventuroso e di cui non coglie ancora la dimensione ideologica.
Nata a Torino in via Sant'Agostino, dopo un primo anno di studi alla scuola elementare "Pacchiotti",  continuò gli studi primari alla "Roberto D'Azeglio" in via Santorre di Santarosa. Frequentò in seguito insieme alla sorella il ginnasio inferiore alla scuola delle "Figlie dei Militari" all'interno della Villa della Regina di Torino. Dopo la morte del padre Carlo, avvenuta per arresto cardiaco, tentò come privatista la maturità classica al liceo "Massimo D'Azeglio", dove intrecciò amicizie destinate a durare nel tempo e a segnare profondamente il suo futuro perché fu l'occasione in cui conobbe Alberto Salmoni (poi suo marito), Primo Levi e poi tramite loro Ada Della Torre, Luciana Nissim, Vanda Maestro, Franco Momigliano e Silvio Ortona.
La sua consapevolezza antifascista maturò nell’autunno del 1938, dopo la promulgazione delle leggi razziali, che colpivano duramente la comunità ebraica italiana. Gli amici di Bianca (tutti ebrei) si trovarono “improvvisamente marchiati da una diversità che li emarginava”. Iniziata la guerra, nel 1941, per un paio di sere insieme a un piccolo gruppo di amici andò a strappare i manifesti che, nel centro di Torino, indicavano gli ebrei come "nemici della patria". Fu il suo primo atto politico e di concreta opposizione al regime che ricorda anche il disappunto provato alla promulgazione, nello stesso autunno 1938 delle leggi razziali, di un decreto che limitava il numero di lavoratrici da assumere, nel pubblico come nel privato, al 10% dei dipendenti totali. Furono queste le sue "prime prese di coscienza dei fili che legano i destini individuali alla storia collettiva".
Concluso il liceo si iscrisse alla facoltà di Giurisprudenza e nei primi anni della guerra venne assunta presso l'Unione Industriale di Torino come assistente sociale nei luoghi di lavoro venendo così a contatto con la condizione operaia e l'ambiente delle fabbriche. Il 3 luglio 1943 si laureò con una tesi sperimentale in Medicina Legale dal titolo Contributo allo studio del senso morale nei delinquenti minori, basata su interviste di 54 detenuti dell'Istituto Penale per Minorenni "Ferrante Aporti" e di altrettanti studenti del liceo classico "M. D'Azeglio" e dell'Istituto di Avviamento professionale di Cirié, che venivano messe a confronto. Venne così a contatto con la triste realtà del riformatorio e l’inefficacia dei suoi metodi di riabilitazione.
In occasione dello sciopero del marzo 1943 (il primo in Italia dall’avvento al potere del fascismo) davanti ai cancelli dello stabilimento FIAT Lingotto, Bianca entra in contatto con un militante del Pci e, sentendo il bisogno di agire in modo organizzato in vista di una società diversa, inizia la sua azione da attivista battendo a macchina testi che altri attivisti comunisti facevano circolare clandestinamente. Entra ufficialmente a far parte del Pci clandestino nel luglio 1943, poco prima della destituzione di Mussolini.

### Resistenza
Dopo l'8 settembre e l'invasione tedesca, inizia a collaborare con la resistenza torinese, con il nome di battaglia: Nerina. Mantiene il suo impiego all'Unione industriale che le garantiva, grazie a uno speciale visto rilasciato dagli occupanti (Personalausweis), di circolare liberamente e insospettata. Allo stesso tempo ottiene la tessera del CLN, iniziando perciò a condurre un’esistenza “identica e sdoppiata come era proprio dei tempi”. Trafugati alcuni Personalausweise, abbandonò il suo impiego di copertura dedicandosi integralmente alla militanza politica. Alberto Salmoni era andato in montagna, unendosi a una brigata partigiana nel Canavese e Bianca l’aveva accompagnato in bicicletta. Egli dopo poco si spostò in Val Chisone in una brigata di Giustizia e Libertà di cui faceva parte Paolo Gobetti (figlio di Piero Gobetti) e da allora Bianca e Ada Prospero Gobetti (del Partito d'Azione), madre di Paolo, cominciarono i loro viaggi alla "Gianna", rifugio della brigata, per andare a trovarli mentre, come staffette, tenevano i collegamenti con i partigiani in quelle valli.
Durante la Resistenza Bianca è la responsabile femminile del quinto settore di Torino (rione Centro), dove si occupa di raccolta fondi, propaganda, lezioni di vita democratica e di integrazione della donna nella vita politica e nella militanza. Partecipa anche alla stesura e alla pubblicazione di un foglio ciclostilato, Il Proletario. Insieme ad Ada Gobetti e altre militanti delle varie forze aderenti al CLN, organizza tra il dicembre 1943 e il gennaio 1944 la rete associativa femminile torinese dei "Gruppi di difesa della donna e per l'assistenza ai combattenti della libertà", diffusi in quasi tutte le provincie dell’Italia occupata. Segnatamente si occupò della redazione del giornale della sezione torinese dei Gruppi, La difesa della lavoratrice, che incitava alla lotta contro il nazifascismo, dando notizie sul movimento di liberazione e sulle più recenti iniziative locali, e chiedeva parità di retribuzione e parità di lavoro per cittadine e cittadini della futura Italia liberata. Bianca maturò molte delle sue convinzioni politiche e morali nel corso di questa esperienza: 
“il nesso tra la lotta di liberazione e l’emancipazione femminile, in nome del principio di eguaglianza, era forte e sentito, e molte conquiste delle donne nel dopoguerra, dal diritto di voto alle leggi sul lavoro, ebbero anche qui le loro premesse”.
Durante la Resistenza Bianca opera anche come staffetta e nell’estate del 1944, diretta alla "Gianna", portando con sé dispacci e viveri, si trova il passo sbarrato da un rastrellamento nazifascista, deve allora fingersi la cameriera dell'albergo Tre Re di Fenestrelle per qualche giorno finché non riesce a fuggire, venendo anche coinvolta in uno scontro a fuoco. Bianca ricorda quei giorni come "un piccolo episodio quasi da commedia in mezzo a tante tragedie: amici che persero la vita, altri deportati e scomparsi, giorni di paura e speranza, fino alla vigilia della liberazione."
Bianca e i quadri della Resistenza torinese non presenziarono, per motivi di sicurezza, ai funerali delle sorelle Vera e Libera Arduino. Partecipò invece Carla, sua sorella minore che fu arrestata e venne rilasciata solo dopo diversi giorni di detenzione al tristemente noto 22 di via Asti, sede dell’Ufficio politico e investigativo della Guardia Nazionale Repubblicana.
Bianca e i Gruppi parteciparono alla preparazione dello sciopero generale del 18 aprile, preludio dell’insurrezione, sfruttando la loro capillare rete organizzativa e sollecitando i lavoratori e le lavoratrici all’insurrezione attraverso giornali, volantini e “comizi volanti”, ovvero brevi discorsi, davanti ai cancelli delle fabbriche e in sella alla sua bicicletta per poter “volare via” al primo segno di pericolo. Bianca stessa si recò assieme a una compagna alla Bergugnan, una fabbrica di gomme, dove tenne un breve quanto emozionato discorso davanti a una folla di lavoratori e lavoratrici euforici alla notizia della marcia delle “gloriose armate sovietiche su Berlino”. 
Solo dopo la liberazione di Torino, che avvenne tra il 26 e il 28 aprile, Bianca e Alberto si incontrarono di nuovo. In quei giorni di grande concitazione, Bianca, che girava per la città sulla sua bicicletta per portare dispacci e informazioni nei diversi settori della città, venne fermata da una delle bande di strada assoldate dai fascisti nel loro ultimo tentativo riprendere il controllo delle strade; la fascia con la croce rossa che portava al braccio le salvò la vita.
Al tempo della liberazione nacque la profonda amicizia con Clara Bovero, militante del Pci, fiera antifascista, che passò gli ultimi mesi di guerra in cella; donna risoluta e coraggiosa ebbe un grande impatto su Bianca e la sorella Carla.
Furono indirizzate a Bianca le uniche cartoline postali con cui Primo Levi dette notizia della sua deportazione e della sua prigionia ad Auschwitz.
A guerra finita, il 15 maggio 1945, Bianca e Alberto si sposeranno.
Da sempre al fianco delle donne operaie, Bianca pubblica nel 1977 due volumi intitolati Compagne, in cui raccoglie una serie di interviste fatte a 49 donne operaie, militanti e antifasciste, che avevano preso parte alla Resistenza.

### Attività professionale

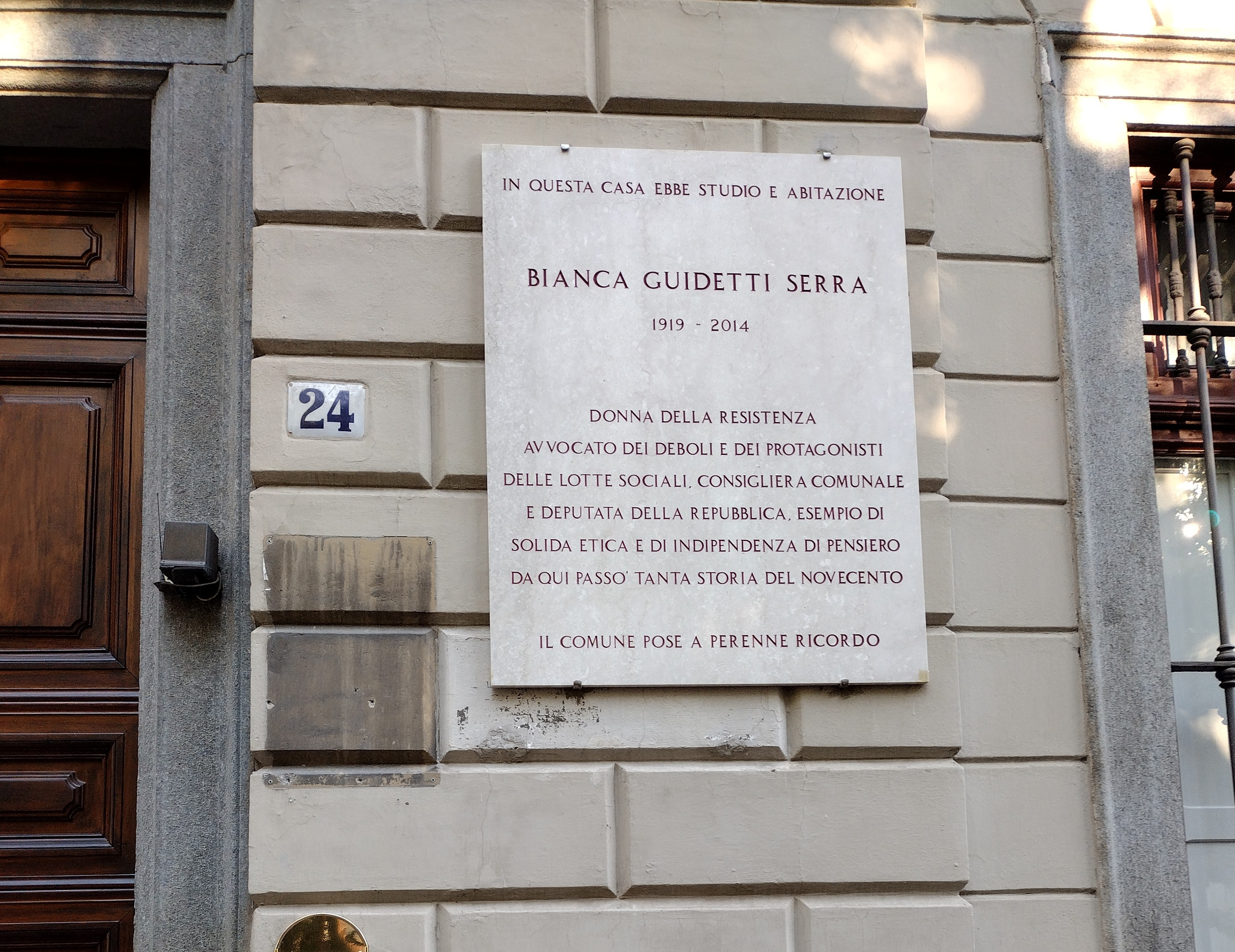
Targa in memoria di Bianca Guidetti Serra (Torino)

Nel 1947 supera gli esami da procuratore legale e intraprende l'attività di avvocata penalista: è una dei 6 avvocati donna su 800 appartenenti al Foro torinese. L'impegno professionale e politico di Bianca si svolge nel campo del diritto di famiglia e della tutela dei minori e carcerati, nelle cause di lavoro a fianco del sindacato. Nel 1958 vince una causa difendendo la parità della retribuzione tra uomo e donna appellandosi all'Art. 3 della Costituzione. 
Partecipa al processo per i "fatti di piazza Statuto", avvenuti il 2 luglio 1962, quando gli operai della FIAT contestarono gli accordi stretti dall'azienda con i sindacati UIL e SIDA. Negli anni settanta è protagonista di grandi processi "politici" di rilievo nazionale, tra cui quello contro le schedature politiche degli operai alla FIAT, in cui aveva lei stessa convinto i sindacati a costituirsi come parte civile, e nelle prime battaglie giudiziarie contro la nocività sul lavoro e l'inquinamento ambientale (Ipca di Cirié; Eternit di Casale Monferrato).
Operò attivamente in molte associazioni: a nome dei Giuristi democratici, fece parte di delegazioni internazionali a sostegno delle donne carcerate (1959) e dei sindacalisti processati (1973) nella Spagna franchista e poi ancora in Paraguay (1979) per il caso di un desaparecido argentino.
Fu tra i soci fondatori, nel 1961, del "Centro studi Piero Gobetti" (di cui fu presidente dal 1994 al 2002, succedendo a Norberto Bobbio).
Un vivo interesse per le condizioni sociali dei minori la caratterizzò fin dai tempi della sua tesi di laurea. L'11 dicembre 1962, insieme a Francesco Santanera, firmò l'atto costitutivo dell'ANFAA (Associazione nazionale famiglie adottive e affilianti) con l'obiettivo di riformare la legge sull'adozione in nome dei diritti del bambino riconosciuti dalla Dichiarazione Universale dei Diritti del Fanciullo dell'ONU nel 1959. Tra il 1963 e il 1964 furono elaborate le prime bozze della legge sull’adozione speciale. 
Nel 1965 Santanera inviò una lettera ai prelati del Concilio Vaticano II, presentando il problema dell’infanzia abbandonata. In quegli anni molte scuole cattoliche non permettevano l'iscrizione di bambini adottati. La lettera non passò inosservata: il vescovo di Prato, monsignor Fiordelli, chiese al Concilio di trattare l’argomento dei figli illegittimi e si arrivò alla conclusione che non dovesse essere più accettata nessuna discriminazione nei loro confronti. Nel 1967 il testo legislativo fu approvato dalla Camera e dal Senato e durante il dibattito parlamentare l’onorevole Pierantonino Berté utilizzò la definizione “rivoluzione copernicana”: con questa metafora si voleva sottolineare la centralità del bambino, con il suo diritto ad essere dichiarato adottabile in caso di conclamato abbandono, con la conseguente rottura dei legami con i genitori biologici. In seguito all’approvazione furono apportati diversi cambiamenti, fra i quali:
- l’abbassamento dell’età degli adottanti da 50 a 35 anni;
- la possibilità di adottare anche in presenza di figli naturali della coppia;
- la semplificazione delle procedure per l’adozione e l’introduzione dell’affidamento educativo.

Durante questi anni Bianca si occupò anche dei minori maltrattati negli istituti assistenziali, fondando nel 1965 l'UCES (Unione contro l’emarginazione sociale), un’associazione culturale e politica che aveva l'obiettivo di richiamare l’attenzione dell'opinione pubblica e della politica sulle modalità con cui la società gestiva i problemi dei minori orfani, disabili e malati. Le denunce e le segnalazioni di abusi provenienti da tutto il Paese diventarono sempre più numerose. I diversi processi cui Bianca partecipò sono documentati nel libro scritto in collaborazione con Santanera intitolato Il paese dei Celestini. Istituti di assistenza sotto processo. Tra questi i più importanti furono quello del 1968 contro l'istituto di Prato "Maria Vergine Assunta in Cielo" (noto come Istituto dei Celestini) dove Santino Boccia, orfano di madre e con il padre in ospedale psichiatrico, morì per l’omissione di cure sanitarie, e quello del 1971 contro la ex suora Maria Diletta Pagliuca, fondatrice e direttrice dell'Istituto Santa Rita di Grottaferrata, imputata per lesioni gravi a quattro minorenni e per la morte di altri tredici a lei affidati. In seguito a questi processi furono progressivamente chiuse le strutture di internamento e ne furono create di nuove basate sul principio dell’accoglienza: comunità-alloggio per disabili, ossia piccoli nuclei in cui la convivenza non era forzata, era prevista l'assistenza dei servizi sociali o di gruppi di volontari, era possibile socializzare con persone all'esterno e quindi crescere in condizioni psicologiche di equilibrio. Si cominciò a praticare anche l’accoglienza familiare di minori nella forma dell’affidamento, previsto dalla legge del 1967 sull’adozione speciale, e si fecero interventi di sostegno alle famiglie in difficoltà da parte degli Enti Locali. In questo modo col tempo è andato nettamente diminuendo il numero dei minori internati negli istituti e degli istituti stessi, i quali dal canto loro furono molto più attenti al rispetto delle norme. 
Nel contesto dell’esplosione dei movimenti di protesta degli anni 1968-69 e delle successive battaglie per l’estensione dei diritti civili Bianca ebbe un ruolo notevole nella lotta per rendere legittima in Italia l'obiezione di coscienza al servizio militare. 
Prima della fine degli anni sessanta gli obiettori si appellavano perlopiù a motivazioni religiose. Tanti erano testimoni di Geova, ma anche all'interno del mondo cattolico, in particolare dopo il Concilio Vaticano II, ci furono personalità come padre Balducci e don Milani che difesero gli obiettori in nome della non violenza. 
In seguito furono "numerosi coloro che fondavano la loro scelta su basi etico-politiche"
Bianca, non religiosa e schierata politicamente nell'estrema sinistra, difese obiettori religiosi e non. In collaborazione con gli avvocati Segre, Zancan, Barile, Conso, Gatti, Malagugini, Smuraglia e Tosi, condusse le difese di numerosi obiettori, anche perché una delle sedi del Tribunale militare era a Torino. Tra questi si possono citare Cuatto, Zardoni, Truddaiu, Trevisan, Filippini, Secco e Scapin. Gli obiettori non richiedevano un semplice esonero, ma volevano fare un servizio sostitutivo che, a loro parere, avesse davvero uno scopo civile e sociale. Sostenevano che l'apparato bellico non serviva solo per la difesa della Patria, ma aveva anche un uso politico repressivo. Nella loro difesa, in un processo svoltosi a Padova nel 1972, l'avvocata usò le parole del generale De Lorenzo, che aveva affermato: "Noi abbiamo bisogno di un esercito capace di fermare scioperi politici, movimenti di pace e simili". 
Nel 1973 difese Gigliola Pierobon, ventitreenne, processata presso il tribunale di Padova per aver abortito clandestinamente, quando era ancora minorenne. Il suo intervento fu fondamentale per la questione dell'aborto in Italia, in quanto trasformò il processo in una battaglia ideologica, dimostrando che ciò che la sua assistita aveva subito riguardava migliaia di donne italiane ogni anno.
Difese anche molti antimilitaristi, che, in occasione della festa della Vittoria del 4 novembre, facevano manifestazioni per affermare che quella data era un giorno di lutto e non di festa, venendo regolarmente arrestati per vilipendio alla bandiera, alla Repubblica e alle Forze Armate. Inoltre, poiché spesso incitavano a disertare i militari presenti, ai capi d’imputazione si aggiungeva l’istigazione al reato. Fra i suoi assistiti ci furono Vito Bologna e Beppe Marasso, che erano convinti che l'esercito fosse uno strumento coercitivo e antidemocratico. Altri, come Alberto Chierico, vedevano nelle forze armate uno strumento del capitalismo per difendere i privilegi delle classi dominanti.
Oltre che nella difesa in sede giudiziaria, l’impegno dell’avvocata a sostegno del mondo antimilitarista e pacifista si espresse anche nella partecipazione a numerose manifestazioni, a convegni e alle marce per la pace. La sera del 4 dicembre 1961 Bianca intervenne alla Galleria d’Arte Moderna di Torino in un incontro organizzato dall'Unione Culturale — assieme a Franco Antonicelli, Norberto Bobbio e Gianni Rondolino —, nel quale si presentava Non uccidere, un film di Claude Autant-Lara che aveva suscitato molte polemiche alla Mostra di Venezia.
Nel corso dei cosiddetti anni di piombo, si formarono frange estreme che cercavano di radicalizzare lo scontro ricorrendo alla violenza, in nome della lotta anticapitalistica. Se inizialmente si trattava di gesti provocatori e dimostrativi, ben presto la violenza si intensificò dando così inizio alla sanguinosa strategia del terrorismo, adottata da vere e proprie bande armate. Questo fenomeno inquietava Bianca, e fin dai primi e meno clamorosi episodi le poneva davanti grandi interrogativi anche sul piano professionale. Molta della sua carriera precedente era stata assorbita da processi politici, legati anche a motivazioni ideologiche, ma in quel contesto le imputazioni si aggravavano, ed erano spesso riferite a fatti rispetto ai quali si trovava in profondo dissenso. Aldilà dei turbamenti soggettivi, però, restava il dilemma di come agire in quanto avvocato, ruolo tecnico ben distinto dall’identificazione o solidarietà personale con l'imputato. Scelse così di decidere caso per caso: quando non si riusciva a trovare l’accordo sulla sua impostazione, declinava l’incarico.
Bianca così prese parte in quegli anni a molti dei grandi processi che, oltre alle imputazioni personali per fatti di violenza o di sangue, riguardavano per la prima volta dal dopoguerra accuse collettive per reati di organizzazione o partecipazione a “banda armata”. Il primo e più clamoroso fu quello contro le Brigate Rosse. Difese tra gli anni settanta e ottanta brigatisti che non avevano commesso fatti di sangue e che si erano rivolti a lei, tra cui Cesarina Carletti, nota allora a tutti come “Nonna Mao”.
Nel contesto del grande processo ai capi storici delle Brigate Rosse (1976-1978), contestato dai brigatisti, e dopo l’attentato omicida contro Fulvio Croce, presidente dell’Ordine degli Avvocati di Torino, il quale aveva accettato di fare da avvocato d’ufficio per il processo, alcuni avvocati, tra cui Bianca, si riunirono per accettare la nomina d’ufficio in difesa dello stato di diritto e per far in modo che il processo potesse svolgersi: costituirono così un Collegio di Difesa. Un avvocato del Collegio, Franzo Grande Stevens, trovò una norma internazionale a cui si poteva fare riferimento che garantiva il diritto degli imputati all’auto difesa, che i brigatisti avevano invocato. I difensori d’ufficio si limitarono quindi a garantire la loro presenza per assicurare il rispetto delle regole del dibattimento. 
Bianca fu la prima a ricostruire il processo alle Brigate Rosse in due lunghi articoli, intitolati Il ruolo dell'avvocato attraverso la cronaca di un processo, pubblicati sulla rivista "Quaderni piacentini" nel 1978. Nello stesso periodo, forse per richiamare un modello di lotta diverso, raccoglie in due volumi intitolati Compagne, pubblicati nel 1977, le interviste a 49 donne operaie, militanti e antifasciste, che avevano preso parte alla lotta di liberazione.
Negli anni '70 si iscrisse anche alla Associazione Giuristi democratici fondata da Lelio Basso  e Umberto Terracini, per la quale nel 1979 partecipò alle iniziative in Paraguay per la liberazione dell'avvocato Amilcare Santucho, membro del partito comunista argentino .

### Attività sindacale e politica
Nel 1947 Bianca rifiuta l'offerta di divenire membro del Comitato direttivo nazionale della CGIL, preferendo dedicarsi al mestiere di avvocato.
Dopo l'invasione dell'Ungheria nel 1956, lascia il Partito comunista. Nel gennaio del 1957 fonda con altri il Circolo della cultura socialista che inaugura la sua attività il 12 dicembre 1957.
Negli anni ottanta e novanta partecipa attivamente alla vita politico-istituzionale dapprima in ambito torinese e poi nazionale: candidata indipendente, presentata come capolista dal gruppo di Democrazia Proletaria, viene eletta (1985) nel Consiglio comunale di Torino, e si occupa principalmente di carcere, in particolare sui temi della socialità negli istituti di pena, della ricerca di forme alternative di pena, dei servizi ai detenuti e delle misure per il loro reinserimento.
Nel 1987 si dimette da consigliere per presentarsi, sempre come indipendente nelle file di Democrazia Proletaria, alle elezioni per la Camera dei Deputati; in Parlamento partecipa ai lavori delle Commissioni giustizia e antimafia occupandosi degli stessi temi di cui si era sempre occupata come avvocata, i temi della legalità e dei diritti, in particolare a tutela dei più deboli: minori, carcerati e lavoratori. Nel 1990, insieme a Medicina Democratica e all'Associazione Esposti Amianto (AEA) presenta come prima firmataria, di una proposta di legge per la messa al bando dell'amianto, approvata poi nel 1992.
Dimessasi dal Parlamento nel 1991, viene poi nuovamente eletta al Consiglio comunale di Torino, ma questa volta come indipendente del Partito Democratico della Sinistra. Rimase in carica fino al 1999, dimettendosi a metà del secondo mandato della giunta guidata dal sindaco Valentino Castellani. Si è dedicata da sempre a questioni come la corretta giustizia, il carcere e i diritti dei carcerati, il rifiuto della pena dell'ergastolo.

## Scritti
- Bianca Guidetti Serra, Il paese dei celestini. Istituti di assistenza sotto processo, Torino, Einaudi, 1973.
- Bianca Guidetti Serra, Compagne. Testimonianze di partecipazione politica femminile, Torino, Einaudi, 1977, ISBN 8806096133.
- Bianca Guidetti Serra, Le schedature Fiat. Cronaca di un processo e altre cronache, Rosenberg & Sellier, 1984, ISBN 8870111857.
- Bianca Guidetti Serra, Storie di giustizia, ingiustizia e galera (1944-1992), Linea d'ombra edizioni, 1994, ISBN 8809150066.
- Bianca Guidetti Serra, Contro l'ergastolo. Il processo alla banda Cavallero, Edizioni dell'Asino, 2010.
- Bianca Guidetti Serra, Felicità nell’adozione, Torino, Ferro Edizioni, 1968
- Bianca Guidetti Serra, con S. Mobiglia, Bianca la rossa, Torino, Einaudi, 2009, ISBN =978-88-06-19665-3., Ristampato nel 2021],

## Intitolazioni
- Il 26 giugno 2019 il Comune di Torino le ha intitolato la Biblioteca Civica del quartiere Torino Centro ubicata in Palazzo Siccardi.[34]
- In data 30 giugno 2021 è stata posta una targa commemorativa a cura del Comune di Torino in via San Dalmazzo 24, sua abitazione e studio professionale[35]